# The Voice of Silence
The Voice of Silence è un cortometraggio muto del 1914 diretto da Richard Ridgely.

## Produzione
Il film fu prodotto dalla Edison Company.

## Distribuzione
Distribuito dalla General Film Company, il film - un cortometraggio in una bobina - uscì nelle sale cinematografiche statunitensi il 9 giugno 1914.